# 毛利錠佐久
毛利 錠佐久（もうり じょうさく、明治38年（1905年） - 没年不明）は、昭和時代の日本画家、舞台美術家。

## 来歴
門井掬水の門人。明治38年（1905年）に東京市四谷区に生まれる。錠治、錠作ともいう。大正8年（1919年）に四谷高等小学校を卒業後、井川洗崖に入門、大正9年（1920年）に川端画学校日本画部に入学し、大正12年（1923年）に同校日本画部を卒業、洋画デッサン部に入った。翌大正13年（1924年）に掬水に入門して美人画を学んだ。同年の第9回郷土会展に「温泉」を出品し、これ以降、鏑木清方門下生による郷土会の第10回、第11回、第12回、第13回第2部、第14回第2部同展に作品を出品した。昭和2年（1927年）、関谷雲崖に就いて南画（四君子）を学ぶ。昭和4年（1929年）、第10回中央美術展に「下田港」を、昭和5年（1930年）、第2回聖徳太子奉賛美術展に「大島の春」を出品したほか、日本画会にも作品を出品した。昭和11年（1936年）に結婚し、以後は画業を持って独立した。昭和18年（1943年）には東宝株式会社美術部に入社。小貫春陽に歌舞伎舞台の定式技法を学んでいる。第二次世界大戦時には安立電気に徴用される。終戦後は東宝株式会社に復帰、東宝舞台会社を創立、美術部に配属となった。これ以降は背景画に専念、舞台美術や背景画の仕事に大きな足跡を残した。1983年、第11回伊藤熹朔賞特別賞を受賞。

## 作品
- 「温泉」 大正13年（1924年） 第9回郷土会展
- 「春深き伊豆の港」 大正14年（1925年） 第10回郷土会展
- 「淀橋駅風景」 昭和元年（1926年） 第11回郷土会展
- 「新東京風景（三越・演舞場・日比谷）」 毛利錠治名義 昭和2年（1927年） 第12回郷土会展
- 「隔橋拝宮図」 昭和3年（1928年） 郷土会第二部第一回展
- 「糸」 昭和4年（1929年） 郷土会第二部第二回展